# Рокфеллер, Дэвид
Дэвид Рокфеллер старший (англ. David Rockefeller Sr. [ˈdeɪvɪd ˈrɑkəˌfɛlɚ]; 12 июня 1915 — 20 марта 2017) — американский финансист и инвестиционный банкир, миллиардер. Дэвид Рокфеллер на протяжении многих лет руководил банком Chase Manhattan Bank. Как на постах генерального директора и председателя правления банка, так и после ухода с этих должностей Рокфеллер часто совершал зарубежные поездки и встречался с руководителями других стран. Он провозглашал себя сторонником интернационализма и глобализации в мировой экономике и политике — эти заявления вызывали критику и внутри США, и в других странах, включая теории заговора.
Дэвид Рокфеллер — член семейства Рокфеллеров, внук нефтяного магната и первого в истории долларового миллиардера Джона Д. Рокфеллера, основателя Стандарт Ойл. Младший брат 41-го вице-президента США Нельсона Рокфеллера и 37-го губернатора Арканзаса Уинтропа Рокфеллера. На момент смерти в 2017 году 101-летний Рокфеллер был старейшим живущим миллиардером — его состояние оценивалось в 3,3 миллиарда долларов.

## Биография

### Ранние годы
Дэвид Рокфеллер родился в Нью-Йорке в доме 10 по Западной 54-й улице. Учился в частной школе Линкольна. В 1936 году окончил Гарвардский университет. Он также один год изучал экономику в Гарварде, и ещё один год в Лондонской школе экономики и политических наук (LSE). На Лондонской фондовой бирже он впервые встретился с будущим президентом Джоном Ф. Кеннеди.
В 1940 году защитил степень доктора экономики в Чикагском университете, его диссертация называлась «Неиспользуемые ресурсы и экономические потери» (англ. Unused Resources and Economic Waste). В этом же году впервые начал работать на государственной службе, став секретарём мэра Нью-Йорка Фьорелло Ла Гуардиа.
7 сентября 1940 года Дэвид Рокфеллер женился на Маргарет «Пегги» Макграф (1915—1996), дочери партнёра известной юридической фирмы с Уолл-стрит.
С 1941 по 1942 год Дэвид Рокфеллер работал в Департаменте обороны, здравоохранения и социального обеспечения. В мае 1942 года поступил рядовым на военную службу, а к 1945 году дослужился до звания капитана. В годы войны он находился в Северной Африке и Франции (он свободно говорил по-французски), работая на военную разведку. В течение семи месяцев он также служил в качестве помощника военного атташе при американском посольстве в Париже. В 1946 году началась его долгая карьера в Chase Manhattan Bank (Чейз Манхэттен Банк).

### Chase Manhattan Bank
Дэвид Рокфеллер начал карьеру в Chase National Bank в 1946 году. Дэвид принял такое решение во многом по совету своего дяди Уинтропа Олдрича. Другой причиной было то, что крупнейшим акционером (4 %) Chase National Bank был отец Дэвида, Джон Рокфеллер-младший. Chase National Bank в то время был несколько парадоксальной структурой. Один из крупнейших банков мира с сильнейшими акционерами существенно отставал от конкурентов по части организации и планирования. Дэвид начал карьеру в качестве ассистента управляющего в иностранном департаменте. Это была низкая должность с окладом в 3,5 тысячи долларов. На этой должности он проработал три года. Благодаря ротации ему удалось поучаствовать в работе каждого из 33 подразделений иностранного отдела банка.
Первой его задачей стало привлечение новых клиентов в филиалы в Париже и Лондоне, но особых успехов он в этом не добился. В 1947 году Дэвид по собственной инициативе перевёлся в отдел Латинской Америки.
Chase National Bank контролировал 50% рынка депозитов в Панаме, финансировал сахарное производство и экспорт на Кубе, но весьма слабо был представлен в Пуэрто-Рико. По мнению Рокфеллера, банк имел все шансы усилить своё положение. В Панаме Дэвид добился открытия отделения банка в провинции Чирики и начал выдавать кредиты скотоводам. Под залог "Чейз" получал скот. Начинание привело к росту поступлений, развитию скотоводческого дела в Панаме, а также созданию "Чейз" репутации банка, помогающему улучшению благосостояния местных жителей. На Кубе план по покупке доли в крупном местном банке реализовать не удалось.

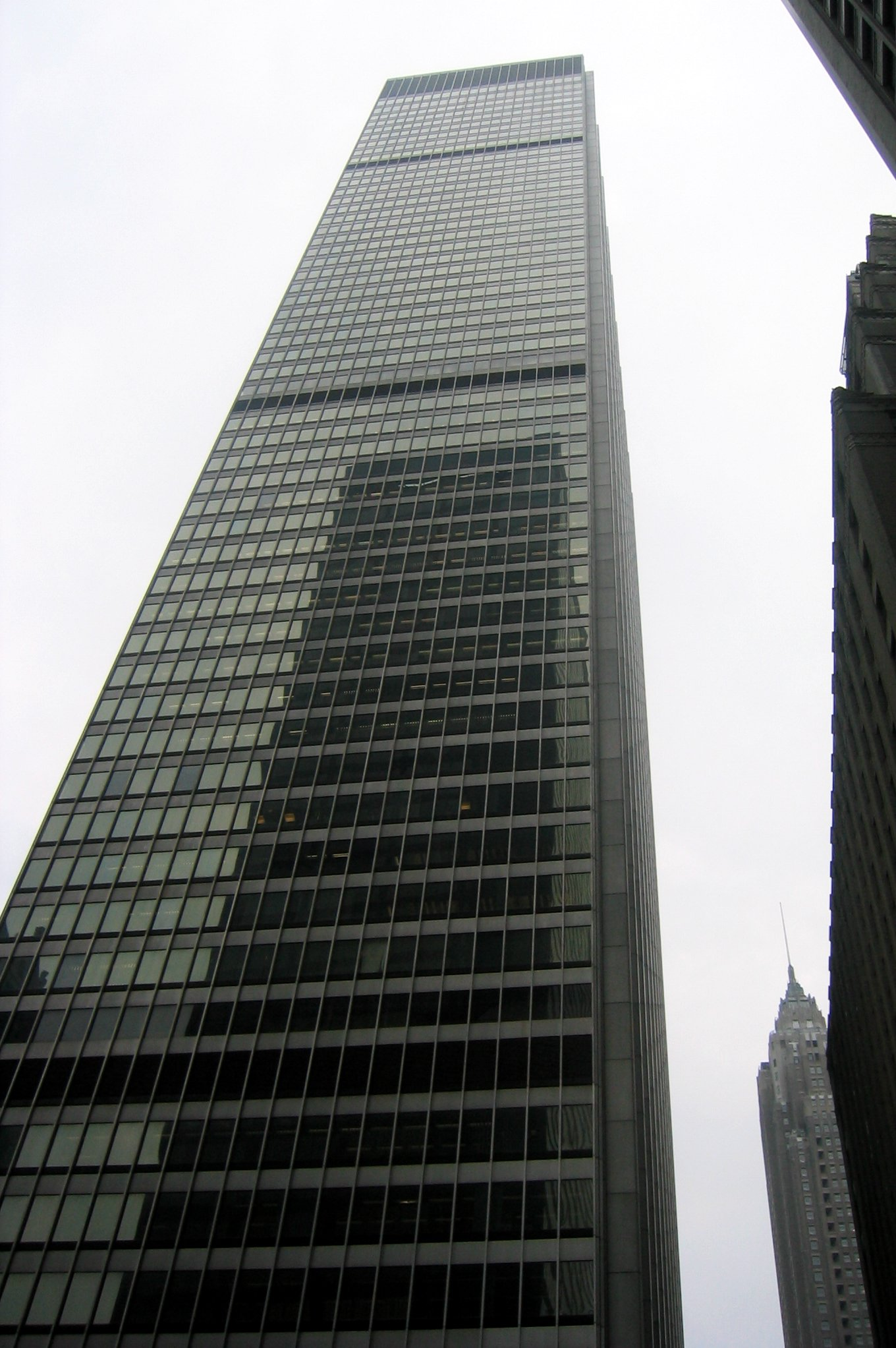
«Уан-Чейз-Манхэттен-Плаза» (1961 год постройки). Штаб-квартира Chase Manhattan Bank. Фото 2006 г.

Наиболее заметного успеха Рокфеллер добился в Пуэрто-Рико, где Chase National Bank до этого работал весьма слабо. Губернатором этой страны был Луис Муньос Марин. С ним Рокфеллер был знаком и использовал его стремление к развитию себе на пользу. Chase National Bank давал кредиты предпринимателям, желавшим купить правительственные компании. Постепенно Chase National Bank упрочил своё положение и начал открывать отделения в крупных городах. Сотрудников набирали в Пуэрто-Рико, и эта практика распространилась на другие страны Латинской Америки. Вводить инновации в работу здесь было легче, чем в Европе. В начале 1950-х годов система отделений в Карибском регионе стала самой быстроразвивавшейся в компании. Опробованная модель работы, включавшая в себя запуск новых видов кредитования, открытие филиалов и покупку акций в работающих в стране банках, стала рассматриваться Рокфеллером как ключевая для развития в других частях мира.
В 1949 году Рокфеллер стал вице-президентом и получил под свой контроль все операции в Латинской Америке. Он уже показал себя в работе на этом рынке и имел шансы добиться дальнейших успехов. Главным интересом Дэвида стала Южная Америка, и он планировал экспансию в этот регион. Тогда Chase National Bank успешно финансировал экспортную торговлю Аргентины, Бразилии, Перу и Чили. В сентябре 1952 года Рокфеллер был повышен до старшего вице-президента, и на него было возложено руководство отделениями в Нью-Йорке.
В 1955 году Chase National Bank объединился с Manhattan Bank. Образованный ими Chase Manhattan Bank стал одним из крупнейших банков мира.
Первого января 1959 года Фидель Кастро сбросил авторитарное правительство Батисты. Хотя поначалу газета «Нью-Йорк таймс» описывала Кастро как «демократического и антикоммунистического реформатора», в результате всё сложилось иначе. Уже через несколько месяцев Кастро создал первое просоветское правительство в Западном полушарии. В 1960 году была конфискована американская собственность стоимостью в 2 млрд долл., включая все отделения Chase Manhattan Bank.
Д. Рокфеллер: «К счастью для нас, Кастро не заметил того факта, что мы имели невыплаченный заём на сумму в 10 млн долл. кубинскому правительству, обеспеченный в виде залога государственными облигациями США на сумму в 17 млн долл. В ответ на национализацию наших отделений мы продали залог и быстро с лихвой компенсировали наши потери. По имеющимся сообщениям, когда Кастро узнал о том, что произошло, он приказал казнить без суда и следствия за халатность президента Центрального банка».
В 1961 году Дэвид Рокфеллер стал президентом Chase Manhattan Bank, а в 1969 году получил должность председателя совета директоров.
Одним из успехов Рокфеллера во главе Chase Manhattan Bank стал выход на рынок СССР. В 1964 году он лично общался с Никитой Хрущёвым. В мемуарах Рокфеллера есть целая глава, посвящённая этой беседе.
В 1971 году Chase Manhattan Bank помог Союзу ССР профинансировать крупную закупку зерна, а в 1973 году открыл свой филиал в Москве. Chase стал первым банком США, получившим лицензию в СССР. Рокфеллер неоднократно приезжал в Советский Союз и беседовал с Косыгиным и Горбачёвым.
В 1980 году Рокфеллер покинул должность главного исполнительного директора, а через год оставил и должность председателя, в связи с достижением предельно допустимого уставом банка возраста для данной должности. За период его единоличного руководства "Чейз" превратился в международный банк, работающий в 70 странах, имеющий 63 отделения и 70 представительских офисов за рубежом. Причём последнее направление приносило большую часть дохода, который в течение десятилетия увеличился почти в три раза.
Рокфеллер сохранил за собой должность председателя в Международном консультативном комитете банка, входил в Комитет по искусству и был своего рода консультантом.
После отхода от дел в "Чейзе" Рокфеллер активно занялся политикой, благотворительностью и общественной деятельностью, в том числе в сфере образования.

### Совет по международным отношениям
В 1954 году Дэвид Рокфеллер стал самым молодым в истории директором Совета по международным отношениям, в 1970—1985 годах он возглавлял его совет директоров, а потом был почётным председателем совета директоров.

### Бильдербергский клуб

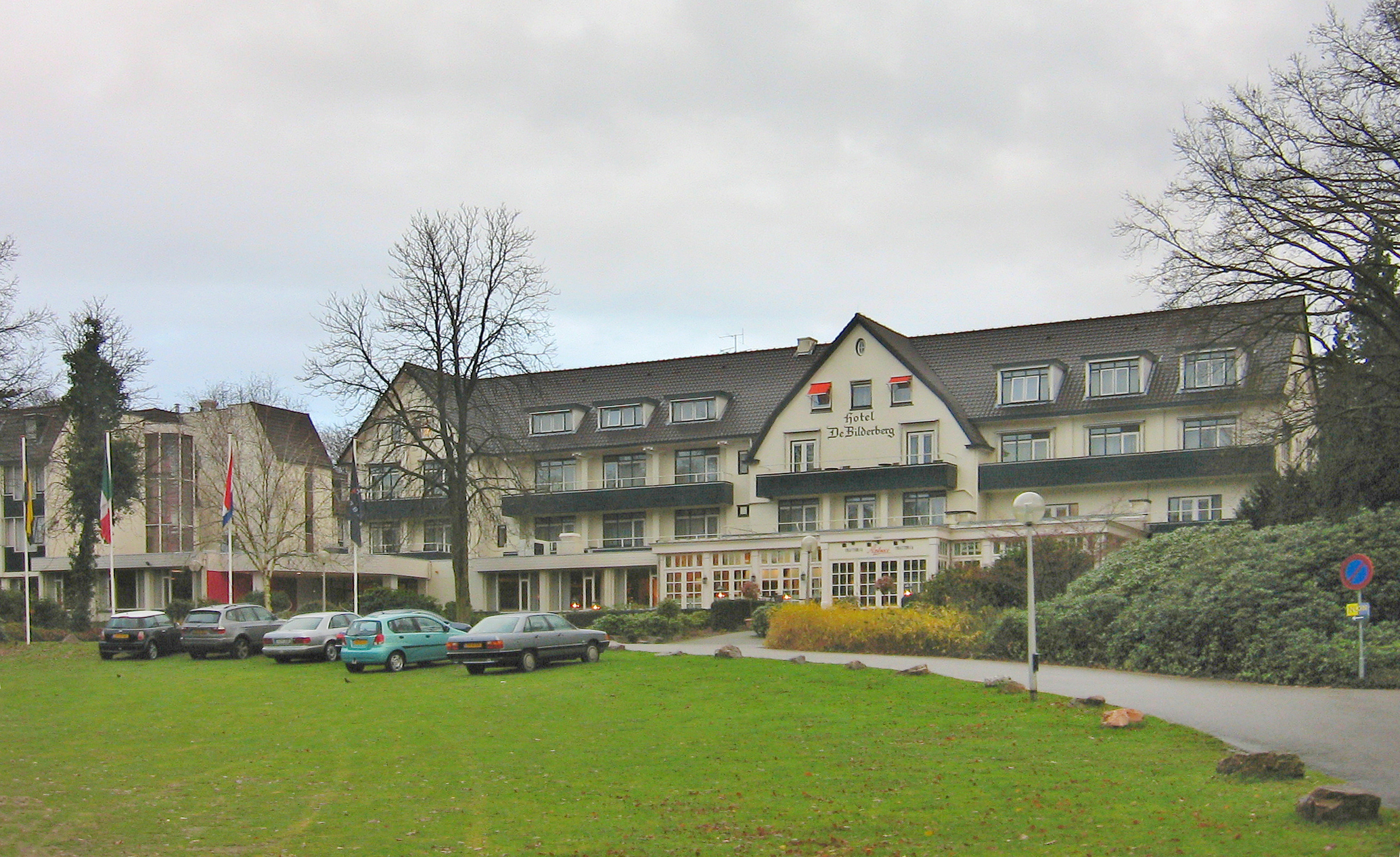
Отель «Бильдерберг»

Убеждённый глобалист, в силу влияния своего отца, Дэвид в раннем возрасте расширил свои связи с началом участия в собраниях элитного Бильдербергского клуба. Участник самого первого собрания Клуба в 1954 году (отель «Бильдерберг», Нидерланды). На протяжении десятилетий Дэвид Рокфеллер являлся постоянным участником заседаний Клуба и членом «комитета управляющих», который определяет список приглашаемых на следующие годовые собрания. В этот список включаются наиболее значительные национальные лидеры, которые иногда даже выходят на выборы в соответствующей стране. Так было, например, с Биллом Клинтоном, который впервые принял участие в заседаниях Клуба ещё в 1991 году, будучи губернатором Арканзаса.

### Трёхсторонняя комиссия

Эмблема Трёхсторонней комиссии

Трёхсторонняя комиссия — это неправительственная беспартийная дискуссионная группа, основанная Дэвидом Рокфеллером в июле 1973 года для содействия более тесному сотрудничеству между Северной Америкой, Западной Европой и Японией.
Первое заседание исполнительного комитета прошло в Токио в 1973 году.
Комиссия называется некоторыми источниками чуть ли не мировым правительством. Свою роль в этом сыграло принятие в неё Джимми Картера, который через неделю после совещания исполнительного комитета в Вашингтоне решил поучаствовать в выборах президента США. Картер победил и с точки зрения общественности выглядело это подозрительно.

### Встречи с мировыми лидерами
Дэвид Рокфеллер встречался с видными политиками многих стран. Среди них были Никита Хрущёв (1964), Алексей Косыгин (21 мая 1973 года), Дэн Сяопин, Чжоу Эньлай (29 июня 1973 года), Мохаммед Реза Пехлеви (январь 1974 года), Анвар Садат (1976, 1981), Михаил Горбачёв (1989, 1992), Борис Ельцин (1989), Фидель Кастро (18 февраля 2001 года).
В 1989 году Дэвид Рокфеллер посетил СССР во главе делегации Трёхсторонней комиссии, включавшей в себя Генри Киссинджера, бывшего французского президента Валери Жискар д’Эстена (члена Бильдербергского клуба и впоследствии главного редактора конституции ЕС), бывшего премьер-министра Японии Ясухиро Накасонэ и Уильяма Хайланда, редактора издаваемого Советом по международным отношениям журнала Foreign Affairs. На встрече с Михаилом Горбачёвым делегация интересовалась тем, как СССР собирается интегрироваться в мировую экономику и получила соответствующие объяснения Михаила Горбачёва.
Затем М. С. Горбачёв нанёс ответный визит в Нью-Йорк. 12 мая 1992 года, уже будучи частным лицом, он встретился с Рокфеллером в отеле «Уолдорф Астория». Официальной целью визита были переговоры о получении Михаилом Горбачёвым финансовой помощи в сумме 75 миллионов долларов для организации глобального фонда и «президентской библиотеки по американскому образцу». Переговоры продолжались в течение часа. На следующий день в интервью газете «Нью-Йорк Таймс» Дэвид Рокфеллер сообщил, что Михаил Горбачёв был «очень энергичен, чрезвычайно жив и полон идей».
Во время первой поездки в США Борис Ельцин готовился к встрече с президентом Бушем. У Ельцина была назначена лекция в Совете по международным отношениям, где уже собралась деловая элита Нью-Йорка. Встречал его там Дэвид Рокфеллер. Помощник Ельцина в 1988—1997 гг. Лев Суханов в своей книге рассказывает «Дэвид Рокфеллер представил Ельцина как оппозиционера Горбачёва, что, однако, не помешало присутствующим зааплодировать». В том американском турне Д.Рокфеллер предоставил Ельцину свой личный самолёт для перелётов по Америке. Именно с тем турне связана история, когда Ельцин «помочился» на колесо частного самолёта Дэвида Рокфеллера.

### Последние годы
В 2002 году Дэвид Рокфеллер опубликовал свои «Мемуары», которые стали первой автобиографией члена семьи после знаменитой биографии его деда «Воспоминания о людях и событиях», которая вышла в 1909 году.
20 октября 2003 года Дэвид Рокфеллер вновь прибыл в Россию для презентации российского перевода своих мемуаров. В тот же день Дэвид Рокфеллер встретился с мэром Москвы Юрием Лужковым.
Дэвид Рокфеллер долгое время был председателем правления Музея современного искусства (MoMA). Он до 90 лет приходил в офис к 10:00 и уходил в 17:00.
По случаю 100-летия Дэвид Рокфеллер передал в общественное пользование парк в штате Мэн. Скончался он 20 марта 2017 года в своём доме в штате Нью-Йорк на 102-м году жизни из-за сердечной недостаточности.

## Благотворительность
Рокфеллер всегда уделял внимание благотворительности. В ноябре 2006 года газета The New York Times оценила общий размер сделанных им пожертвований в сумму более 900 миллионов долларов. В 2008 году Рокфеллер пожертвовал 100 млн долларов своей альма-матер Гарвардскому университету, что стало одним из крупнейших частных пожертвований за его историю.

## Жена, дети, дом
У Дэвида Рокфеллера и Маргарет Макграф родилось шестеро детей:
1. Дэвид Рокфеллер-мл. (David Rockefeller Jr[34].; род. 24 июля 1941) — вице-президент «Рокфеллер Фэмили Анд Ассошиэйтс», председатель Совета директоров «Рокфеллер Файнэшнл Сервисез», управляющий траста «Rockefeller Foundation».
2. Эбби Рокфеллер (Abigail Aldrich Rockefeller[35]; род. 1943) — старшая дочь, бунтарка, была приверженцем марксизма, восхищалась Фиделем Кастро, в конце 1960-х — начале 1970-х была ярой феминисткой, принадлежавшей к организации «Женское Освобождение» (Women’s liberation movement).
3. Нева Рокфеллер Гудвин (Neva Rockefeller Goodwin[36]; род. 1944) — экономист и филантроп. Она является директором Глобал Девелопмент Анд Энвайромент Инститьют (The Global Development And Environment Institute).
4. Пегги Дьюлани (Margaret Dulany Rockefeller[37]; род. 1947) — основательница «Синергос Инститьют[38]» в 1986 году, член совета директоров Совета по международным отношениям, работает в комитете советников Центра Дэвида Рокфеллера по изучению Латинской Америки в Гарвардском университете.
5. Ричард Рокфеллер (Richard Gilder Rockefeller[39]; 1949—2014) — врач и филантроп, председатель Совета директоров международной группы «Врачи без границ», управляющий траста «Фонд Братьев Рокфеллеров[40]». 13 июня 2014 года Ричард погиб в авиакатастрофе. Он разбился, управляя одномоторным самолётом[41].
6. Эйлин Рокфеллер Гроуэлд (Eileen Rockefeller Growald[42]; род. 1952) — венчурный филантроп, в 2002 году основала в Нью-Йорке фонд «Рокфеллер Филантропи Эдвайзерс[43]».

По состоянию на 2002 год у Дэвида Рокфеллера было 10 внуков: дети сына Дэвида (Ариана и Камилла); дети дочери Невы (Дэвид и Миранда); сын дочери Пегги (Майкл); дети сына Ричарда (Клэй и Ребекка); сын дочери Эбби (Кристофер); дети дочери Эйлин (Дэниэл и Адам).
Одна из его внучек Миранда Кайзер (Miranda Kaiser; род. 1971) обратила на себя внимание прессы в апреле 2005 года, когда она публично без объяснения причин ушла в отставку с поста следователя по делу о коррупции по программе ООН «Нефть в обмен на продовольствие».
Главным домом Рокфеллера являлось поместье Хадсон Пайнс (Hudson Pines Farm), расположенное на фамильных землях в округе Уэстчестер. Ему принадлежал также дом на улице 65-я Ист Стрит в Манхэттене, Нью-Йорк, а также загородная резиденция, известная как «Четыре Ветра» в Ливингстоне (округ Колумбия штата Нью-Йорк), где его супруга основала мясную ферму «Симментал» (по названию долины в Швейцарских Альпах).

## Увлечения
Дэвид Рокфеллер занимался коллекционированием жуков. Ему удалось собрать одну из богатейших и отлично структурированных частных коллекций в мире. Первый экземпляр в его собрании появился ещё в возрасте 7 лет и им был Parandra brunneus. Проходя службу в Северной Африке в 1943—1944 годах, он лично собрал для своей коллекции 131 экземпляр жуков. Впоследствии коллекция пополнялась в процессах поездок Рокфеллера в Бразилию, Кубу, Европу и Австралию. Также он неоднократно выступал спонсором различных энтомологических экспедиций, в ходе которых было открыто 150 новых видов насекомых. Дэвидом Рокфеллером была приобретена коллекция из 9000 видов усачей и пластинчатоусых у коллекционера из Испании.
В 1981 году его энтомологическая коллекция насчитывала 40 тысяч экземпляров. А в 2017 году, по данным журнала Forbes, в коллекции было уже около 150 тысяч экземпляров. Самому Рокфеллеру приписывают открытие нескольких видов. При нём всегда была банка для сбора жуков, на случай, если он в ходе своих многочисленных поездок найдет жуков. Главной гордостью коллекции считается найденный в Большом Каньоне штата Аризона жук, названный в его честь Diplotaxis rockefelleri. После смерти Рокфеллера в марте 2017 года его коллекция передана Гарвардскому музею сравнительной зоологии вместе с 250 тысячами долларов США, которые будут потрачены на установку экспонатов и поддержание их в должном виде.
Также Рокфеллер был меценатом и ценителем искусства, чья частная коллекция оценивается в 500 миллионов долларов США.

## Теории заговора и городские легенды

### Глобализм и мировое правительство
Дэвид Рокфеллер неоднократно становился персонажем теорий заговора. Ему приписывается заявление о движении к «мировому правительству» и предпочтительности «наднациональной власти интеллектуальной элиты и банкиров мира», якобы сделанное на заседании Бильдербергского клуба в Баден-Бадене, Германия, в 1991 году.
Рокфеллер откликался на эти теории — в своих мемуарах он писал, что, если обвинения в его адрес заключаются в том, что Рокфеллер и его единомышленники в разных странах мира строят заговор «с целью создания более интегрированной глобальной политической и экономической структуры - единого мира, если хотите... я признаю свою вину и горжусь ей». По его мнению, «главным заговорщиком» его считали из-за фамилии «Рокфеллер» и из-за того, что он возглавлял банк Chase на протяжении многих лет. Источник этих теорий заговора Рокфеллер видел в «новом популизме» и «изоляционизме», желании отгородить Америку от окружающего мира.

### Пересадка сердца
В русском сегменте интернета широко распространена недостоверная информация о том, что якобы Дэвид Рокфеллер перенёс шесть или семь операций по пересадке сердца. В действительности первоисточником этой информации стал юмористический сайт World News Daily Report, специализирующийся на шуточных «новостях».

## Работы
- Unused Resources and Economic Waste, Doctoral dissertation, University of Chicago Press, 1941.
- Creative Management in Banking, «Kinsey Foundation Lectures» series, New York: McGraw-Hill, 1964.
- New Roles for Multinational Banks in the Middle East, Cairo, Egypt: General Egyptian Book Organization, 1976
- Rockefeller, David. Memoirs. — New York : Random House, 2002. — ISBN 9780679405887. // Рокфеллер, Дэвид. Банкир в XX веке: мемуары = Memoirs. — М.: Международные отношения, 2003. — 504 с. — ISBN 9785713311827.</ref>
- Воспоминания / Пер. с англ. М.: Либрайт, Международные отношения, 2012. — 504 с., ил., 3000 экз., ISBN 978-5-7133-1413-2.
- Клуб банкиров / Пер. с англ. М.: Алгоритм, 2012. — 336 с. — (Титаны XX века). — 1500 экз., ISBN 978-5-4438-0107-0.